# Лентферден
Лентферден (њем. Lentföhrden) општина је у њемачкој савезној држави Шлезвиг-Холштајн. Једно је од 95 општинских средишта округа Зегеберг. Према процјени из 2010. у општини је живјело 2.286 становника. Посједује регионалну шифру (AGS) 1060054.

## Географски и демографски подаци
Лентферден се налази у савезној држави Шлезвиг-Холштајн у округу Зегеберг. Општина се налази на надморској висини од 23 метра. Површина општине износи 20,1 km². У самом мјесту је, према процјени из 2010. године, живјело 2.286 становника. Просјечна густина становништва износи 114 становника/km².